# Transformers: Rise of the Beasts
Transformers: Rise of the Beasts är en amerikansk science fiction-actionfilm från 2023, baserad på Transformers-leksakerna. Det är den sjunde delen i filmserien Transformers och uppföljaren till Bumblebee från 2018. Filmen är regisserad av Steven Caple Jr. med manus skrivet av Joby Harold, Darnell Metayer, Josh Peters, Erich Hoeber och Jon Hoeber. Huvudrollerna spelas av Anthony Ramos och Dominique Fishback.
Filmen hade biopremiär i Sverige den 9 juni 2023, utgiven av Paramount Pictures.

## Rollista

### Människor
- Anthony Ramos – Noah
- Dominique Fishback – Elena
- Tobe Nwigwe – Reek
- Luna Lauren Vélez

### Transformers

#### Autobots
- Bumblebee
- Peter Cullen – Optimus Prime
- Pete Davidson – Mirage
- Liza Koshy – Arcee
- Cristo Fernández – Wheeljack
- John DiMaggio – Stratosphere

#### Maximals
- Ron Perlman – Optimus Primal
- Michelle Yeoh – Airazor
- David Sobolov – Rhinox
- Cheetor

#### Terrorcons
- Peter Dinklage – Scourge
- David Sobolov – Battletrap
- Michaela Jaé Rodriguez – Nightbird

## Produktion
Filminspelningarna påbörjades den 7 juni 2021 i Los Angeles. Inspelningarna ägde även rum i Peru, Montréal och Brooklyn. Filmen blev färdiginspelad i oktober samma år.

## Framtid
I februari 2022 tillkännagavs att Transformers: Rise of the Beasts är det första av tre nya delar i Transformers-serien. I juni 2023 bekräftade även producenten Lorenzo di Bonaventura att det kommer bli en crossover mellan Transformers och G.I. Joe i en kommande film.